# Schinus weinmanniifolius
Schinus weinmanniifolius är en sumakväxtart som beskrevs av Adolf Engler. Schinus weinmanniifolius ingår i släktet Schinus och familjen sumakväxter.

## Underarter
Arten delas in i följande underarter:
- S. w. dubius
- S. w. hassleri
- S. w. riedelianus